# Дэвис, Эндрю (дирижёр)
Эндрю Фрэнк Дэвис (англ. Andrew Frank Davis; 2 февраля 1944, Эшридж, Хартфордшир — 20 апреля 2024, Чикаго) — британский дирижёр, клавесинист, органист.

## Биография
Учился в Королевском колледже музыки, в Королевском колледже Кембриджа (закончил класс органа в 1967). Позднее обучался дирижированию у Франко Феррары в Академии Св. Цецилии в Риме (1967—1968).
В 1966—1970 годах — пианист, клавесинист и органист оркестра старинной музыки Академия Святого Мартина в полях.
С 1970 — второй дирижёр в Шотландском симфоническом оркестре BBC.
В 1975—1988 годах — музыкальный директор симфонического оркестра Торонто.
В 1989—2000 годах — музыкальный директор Глайндборнского оперного фестиваля, а также главный дирижёр Симфонического оркестра Би-би-си.
В 1995—1998 годах — главный дирижёр Стокгольмского филармонического оркестра (вместе с Пааво Ярви).
С 2000 — художественный руководитель и главный дирижёр театра «Лирическая опера Чикаго».
В 2002—2003 годах — главный дирижёр Байрейтского фестиваля.
В 2005—2007 годах — музыкальный советник Питтсбургского симфонического оркестра.
С 2013 — главный дирижёр Мельбурнского симфонического оркестра.
Умер 20 апреля 2024 года от лейкемии в Чикаго в возрасте 80 лет.

## Репертуар
Репертуар Эндрю Дэвиса чрезвычайно широк и включает авторов от Баха и Генделя до Бартока и Шостаковича, но его специализация — современная британская музыка (Бриттен, Майкл Типпетт, Харрисон Бёртуистл и др.).

## Признание
Командор ордена Британской империи (1992), рыцарь-бакалавр (1999).